# Івашківці (Хмельницький район)
Іва́шківці — село в Україні, у Хмельницькій міській громаді Хмельницького району Хмельницької області. Населення становить 159 осіб.

## Населення

### Мова
Розподіл населення за рідною мовою за даними перепису 2001 року:
| Мова            | Кількість | Відсоток |
| --------------- | --------- | -------- |
| українська      | 155       | 97.48%   |
| російська       | 3         | 1.89%    |
| інші/не вказали | 1         | 0.63%    |
| Усього          | 159       | 100%     |

## Галерея

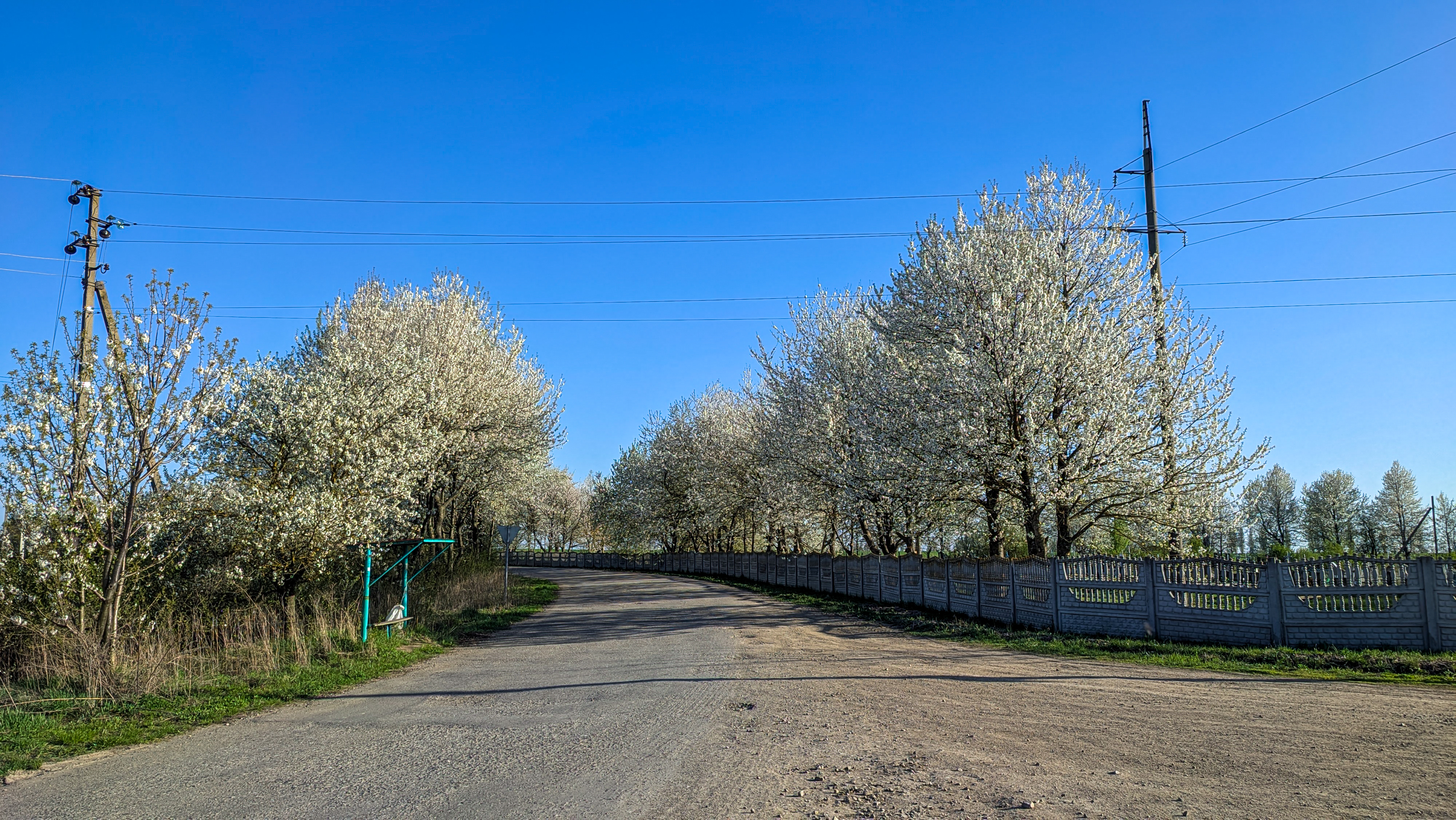
Дорога на село
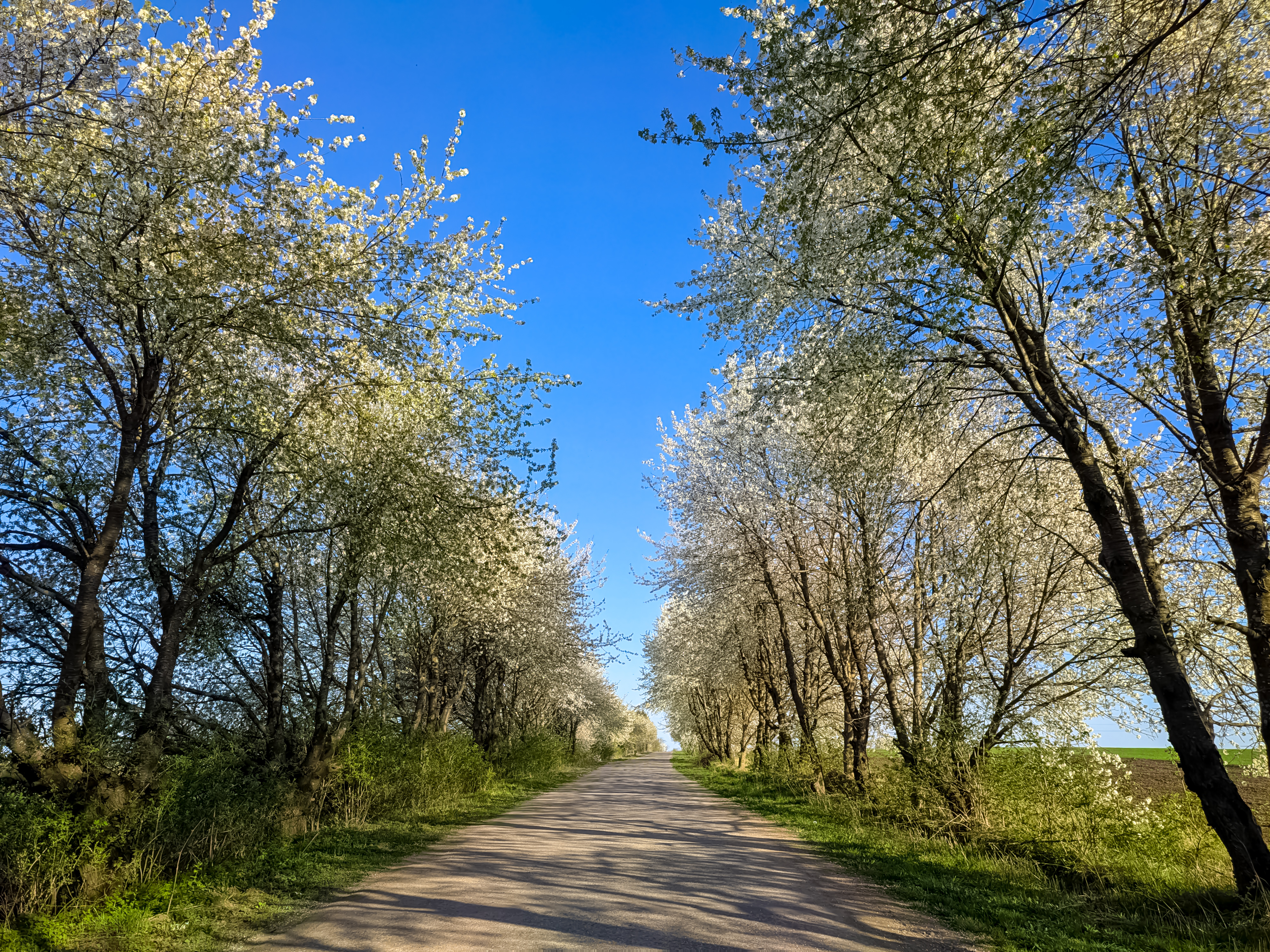
Дорога на село
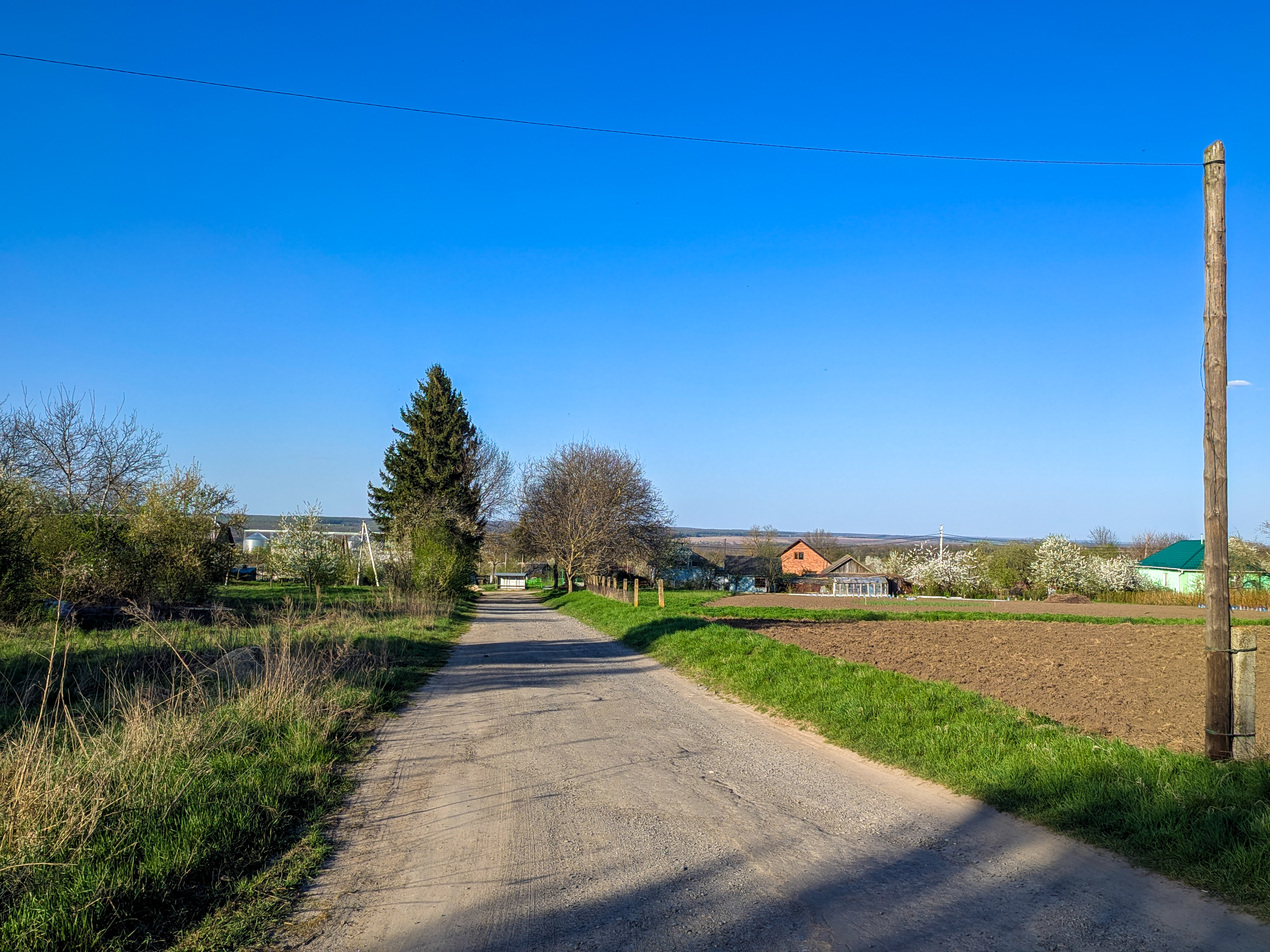
Вулиця в напрямку центру села
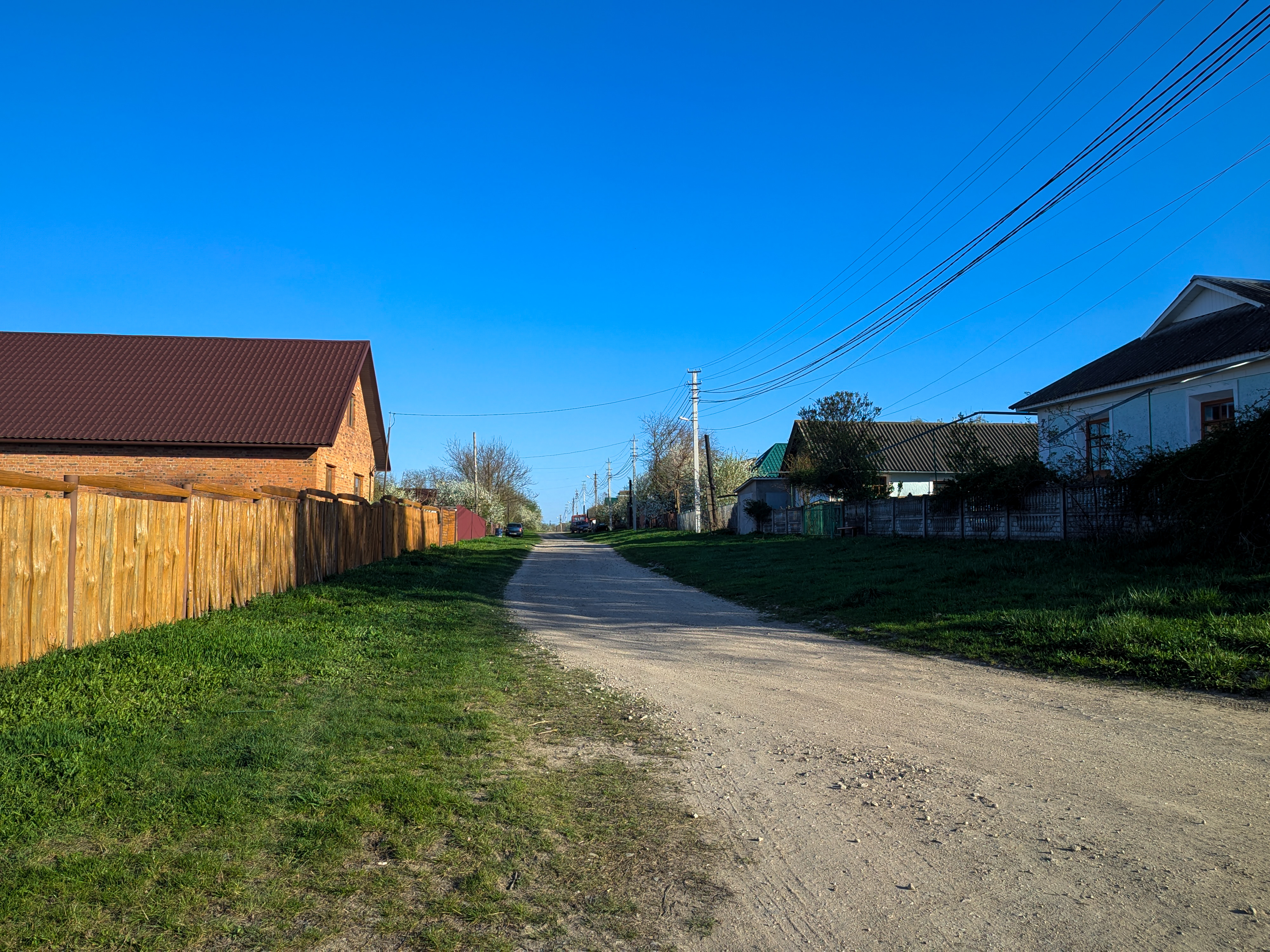
Вулиця Ломоносова
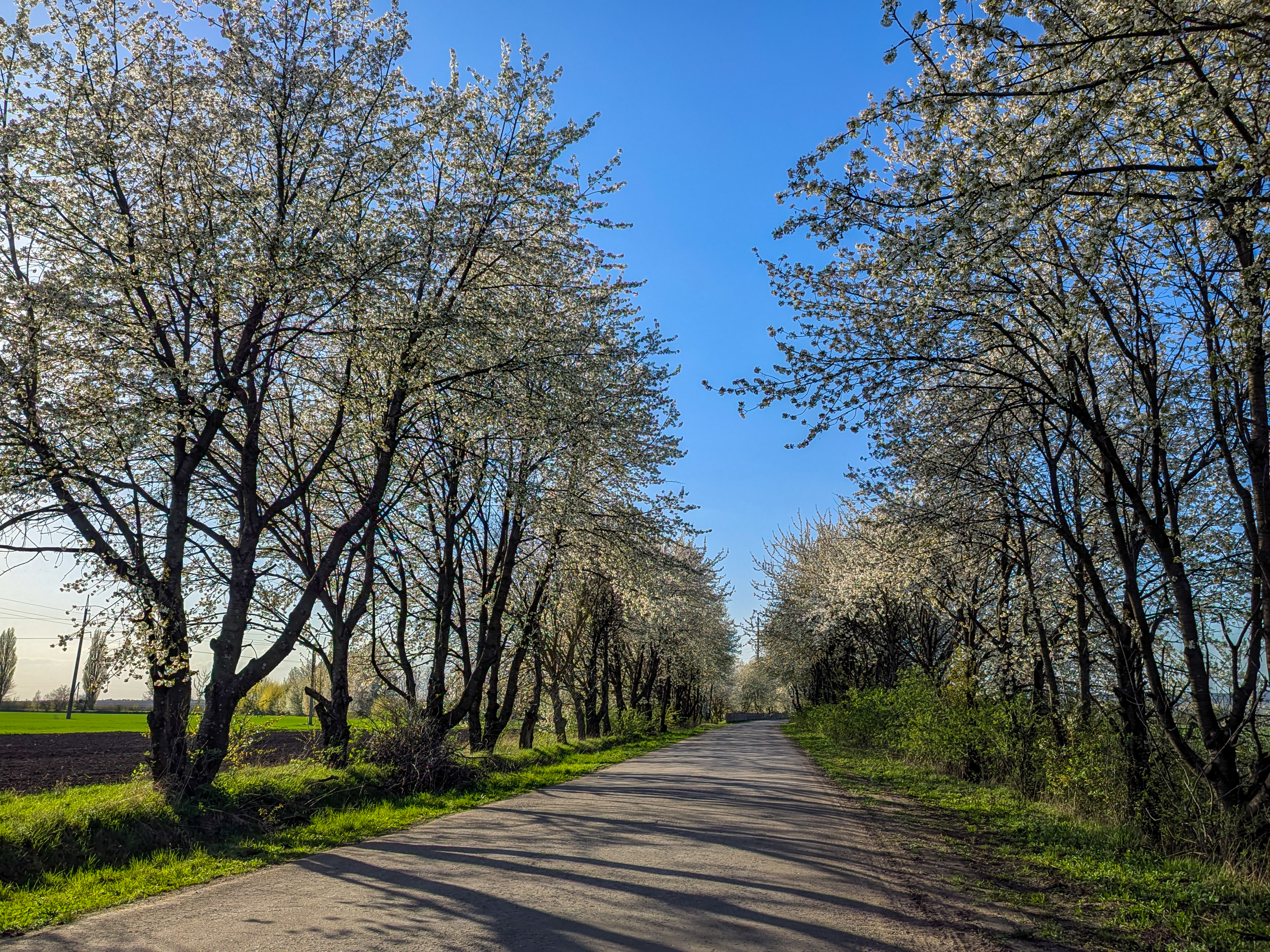
Дорога із села